# Anthoscopus
Genre
Anthoscopus est un genre d'oiseaux de la famille des Remizidae. Il comprend six espèces de rémiz.

## Répartition
Ce genre se trouve à l'état naturel en Afrique subsaharienne,,,,,.

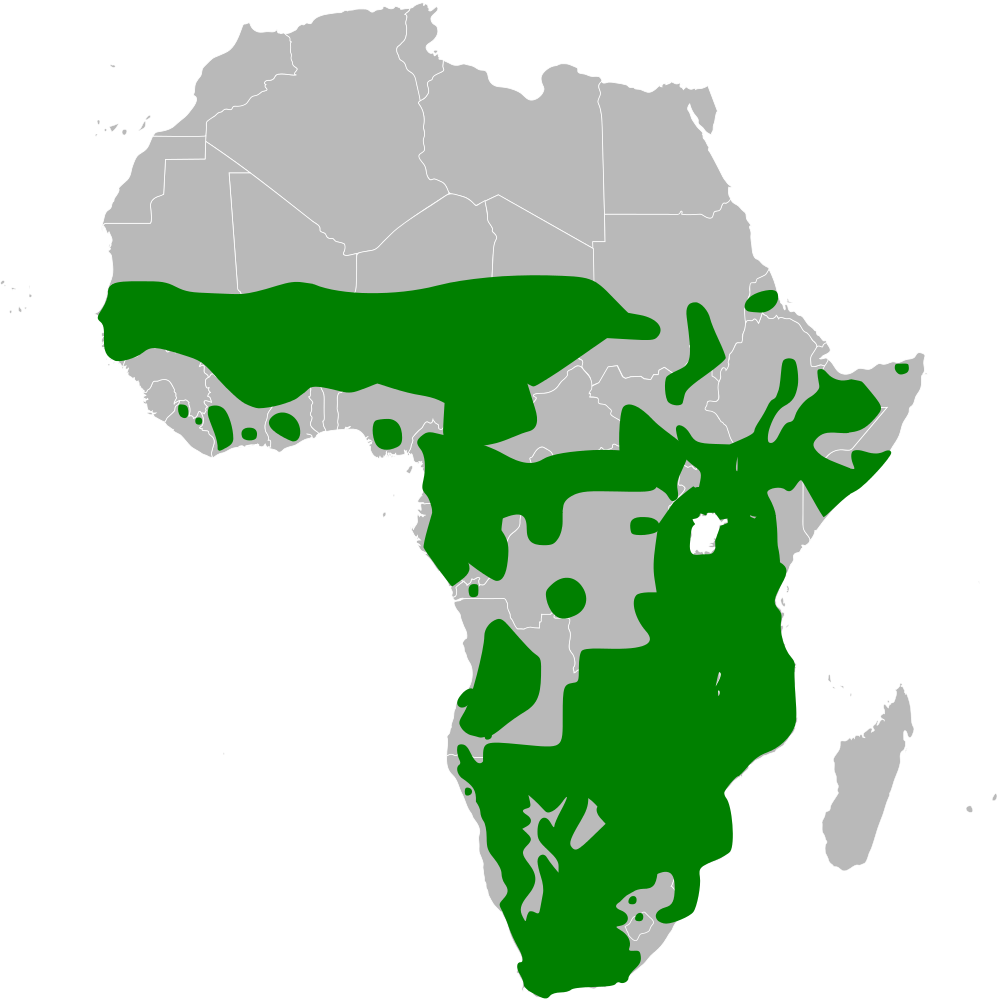
Répartition dAnthoscopus.

## Liste alphabétique des espèces
Selon la classification de référence du Congrès ornithologique international (version 8.2, 2018) :
- Anthoscopus caroli (Sharpe, 1871) — Rémiz à front blanc, Rémiz de Carl
  - Anthoscopus caroli ansorgei Hartert, 1905
  - Anthoscopus caroli caroli (Sharpe, 1871)
  - Anthoscopus caroli hellmayri Roberts, 1914
  - Anthoscopus caroli pallescens Ulfstrand, 1960
  - Anthoscopus caroli rankinei Irwin, 1963
  - Anthoscopus caroli rhodesiae Sclater, WL, 1932
  - Anthoscopus caroli robertsi Haagner, 1909
  - Anthoscopus caroli roccatii Salvadori, 1906
  - Anthoscopus caroli sharpei Hartert, 1905
  - Anthoscopus caroli sylviella Reichenow, 1904
  - Anthoscopus caroli winterbottomi White, CMN, 1946
- Anthoscopus flavifrons (Cassin, 1855) — Rémiz à front jaune
  - Anthoscopus flavifrons flavifrons (Cassin, 1855)
  - Anthoscopus flavifrons ruthae Chapin, 1958
  - Anthoscopus flavifrons waldronae Bannerman, 1935
- Anthoscopus minutus (Shaw, 1812) — Rémiz du Cap, Rémiz minute
  - Anthoscopus minutus damarensis Reichenow, 1905
  - Anthoscopus minutus gigi Winterbottom, 1959
  - Anthoscopus minutus minutus (Shaw, 1812)
- Anthoscopus musculus (Hartlaub, 1882) — Rémiz grisâtre, Rémiz souris
- Anthoscopus parvulus (Heuglin, 1864) — Rémiz à ventre jaune, Rémiz du Sénégal
- Anthoscopus punctifrons (Sundevall, 1850) — Rémiz du Soudan